# Branimir Bajić
Branimir Bajić (ciríl·lic: Бранимир Бајић) (nascut el 19 d'octubre de 1979 en Velika Obarska, Iugoslàvia, ara Bòsnia i Hercegovina) és un futbolista bosnià que actualment juga pel MSV Duisburg.

## Carrera

### Carrera en clubs
Bajić ha estat en actiu jugant per l'FK Radnik Bijeljina, pel que fa a clubs. Des de la temporada 2000/2001 va començar a jugar pel FK Partizan de Sèrbia.
L'estiu del 2007, signà un contracte amb el TuS Koblenz de la 2. bundesliga d'Alemanya i després de dos anys el 9 de juliol del 2009 va signar un contracte amb el club turc del Denizlispor. Després d'un any en Turquia, tornà a Alemanya i va unir-se al MSV Duisburg.

### Carrera internacional
Bajić ha estat part de la selecció de futbol de Bòsnia i Hercegovina. El setembre del 2008, citant la seva insatisfacció amb l'ambient en l'equip nacional després de l'arribada de Ćiro Blažević al lloc d'entrenador de l'equip nacional de Bòsnia, en una entrevista pel diari Sportski žurnal, Bajić anuncià la seva retirada del futbol internacional als 28 anys.
Un parell de dies més tard, al periòdic Dnevni avaz, va negar haver anunciat mai la seva retirada a nivell internacional i també va dir que mai va concedir una entrevista al Sportski žurnal.